# أور (قارة)

أور (بالإنجليزية: Ur) هي قارة كبيرة تشكلت قبل 3000 مليون (3 بليون) سنة مضت في بداية الدهر السحيق، وهي أقدم من قارة أركتيكا بـ 500 مليون سنة ( نصف بليون سنة ) ولكن هناك اعتقاد بأن قارة فالبارا هي الأكبر من بين الجميع، حيث يُعتقد أنها تشكلت قبل 3600 إلى 3100 مليون سنة.